# Santa Coloma (Allande)
Santa Coloma (asturisch Santa Coloba) ist eine Parroquia und ein Ort in der Gemeinde Allande der Autonomen Gemeinschaft Asturien im Norden Spaniens.
Die 59 Einwohner (2011) leben auf einer Fläche von 21 km². Pola de Allande, der Verwaltungssitz der Gemeinde, liegt 87,80 km entfernt.

## Sehenswürdigkeiten
- Pfarrkirche

## Dörfer und Weiler
| Name         | asturisch     | Einwohner | Lage                    |
| ------------ | ------------- | --------- | ----------------------- |
| Arbeyales    | Arbiales      | unbewohnt | 43.281472 -6.727664 434 |
| Bendón       |               | 5         | 43.299846 -6.742625 682 |
| Bustel       |               | 3         | 43.289472 -6.721237 592 |
| Cabral       |               | 5         | 43.302086 -6.711096 631 |
| El Caleyo    |               | 6         | 43.271499 -6.735124 468 |
| Is           |               | 4         | 43.284119 -6.757728 532 |
| Llaneces     | Llaeces       | 4         | 43.285176 -6.7414 537   |
| Meres        |               | 1         | 43.2921 -6.725407 705   |
| Monón        | Robredo       | 7         | 43.294285 -6.7372 580   |
| Muriellos    | Murellos      | 7         | 43.30487 -6.737511 707  |
| Penouta      |               | 3         | 43.270685 -6.73666 540  |
| Pontenova    | A Pontenova   | 6         | 43.275738 -6.730705 364 |
| La Porquera  | A Porqueira   | unbewohnt |                         |
| El Rebollo   |               | 5         | 43.321141 -6.710355 861 |
| Santa Coloma | Santa Colomba | 3         | 43.296025 -6.725126 763 |
| El Sellón    |               | unbewohnt | 43.292495 -6.726332 770 |
| Vallinadosa  | Valladosa     | unbewohnt |                         |